# Уюкская культура
Уюкская культура — археологическая культура эпохи бронзы и железа (IX—III века до н. э.), названа по месту первых научных раскопок курганов на реке Уюк Пий-Хемского района Тувы, произведённых в 1916 году А. В. Адриановым и в 1920-х годах С. А. Теплоуховым. Культура выделена и описана Л. Р. Кызласовым.

## Распространение
В ареал уюкской культуры, помимо Турано-Уюкской котловины в Туве, входят Восточный Алтай и Северо-Западная Монголия. Финал Уюкской культуры связан с экспансией прото-хунну из Центральной Азии на север.

## Погребения
Основная информация о культуре Тувы этого времени связана с материалом погребений. Погребённые лежат на боку под курганами в деревянных срубах, либо в каменных ящиках, либо в простых грунтовых ямах. Ярчайшие памятники уюкской культуры — массовые захоронения людей и лошадей в курганах Аржан-1 и Аржан-2 в долине реки Уюк в отрогах Западного Саяна. Близка улангомской культуре.

## Палеогенетика
У представителей уюкской культуры определены митохондриальные гаплогруппы T1a1, T2b34, H91, U2e1h, U4a1, F1b1f, D4g1b, N9a9, A8a и Y-хромосомные гаплогруппы R1a1a1b (R-Z645), R1a1a1b2, R1a1a1b2a2b (R-Z2122), Q1a2a (Q-L213; Q-L53), Q1a2a1c1 (Q-L332; Q-L329).

## Попытки периодизации
В 60-е годы XX века А. Д. Грач выдвинул гипотезу о том, что это не единая культура, а две последовательно сменившиеся, которым он дал названия алды-бельская (VII—VI вв. до н. э.) и саглынская (V—III вв. до н. э.) культуры. Раскопки кургана Аржан в 70-е годы позволили отнести начало культуры ранних кочевников на территории Тывы к VIII—VII векам до н. э. По В. А. Семёнову (1992), алды-бельскую (в том числе Аржан-2) сменяет Уюкско-Сагланская, включающая уюкский (долина реки Уюк и правых притоков Енисея; более архаичный) и саглынский (западнее и южнее; много инноваций с запада) типы, к IV веку нивелирующиеся.
Продолжается дискуссия о том, была ли на этой территории единая культура предскифского археологического времени или в пределах одной эпохи укладываются две последовательных культуры.